# Roland Sierens
Roland Sierens (Gand, 15 luglio 1925 – ...) è stato un pallanuotista belga, che ha disputato le Olimpiadi di Helsinki 1952, gareggiando nel torneo di pallanuoto.